# Stazione di Peckham Rye
La stazione di Peckham Rye è una stazione ferroviaria posta sulla tratta in comune della linea di Londra Sud e della diramazione di Catford, nel quartiere di Peckham, nel borgo londinese di Southwark.

## Movimento
L'impianto è servito dai treni della linea Windrush della London Overground.

Oltre a questi, effettuano fermata a Peckham Rye i treni regionali e nazionali di Thameslink e Southeastern.

## Interscambi
Nelle vicinanze della stazione effettuano fermata alcune linee urbane automobilistiche, gestite da London Buses.
- Fermata autobus